# 全美职业篮球
《全美职业篮球》是Aicom开发，Vic东海在红白机推出的篮球电子游戏。玩家操控五人的球队在全场篮球场，和八只不同的虚构球队比赛。
Game Freaks 365的Stan Stepanic称本作为该平台上第二好的篮球作品，称其采用创新的垂直卷轴球场、良好的编程与电脑AI防守。